# 죽음에 이르는 병

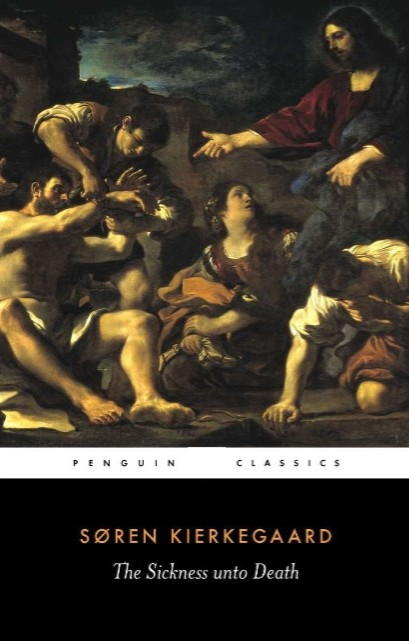

죽음에 이르는 병 (덴마크어 Sygdommen til Døden)은 덴마크 철학자 쇠렌 키르케고르가 1849년에 "안티-클리마쿠스"라는 익명으로 쓴 책이다. 이 책은 '실존적 절망'이라는 키르케고르의 개념에 대하여 언급하고 있으며, 키르케고르는 그 개념을 죄에 대한 기독교적인 개념인 원죄와 동등하게 다루었다. 키르케고르에 따르면 죽음에 이르는 병은 절망이다. 그러나 동시에, 절망을 느낀다는 것은 자신과 신의 관계를 더 뚜렷이 이해하려는 노력의 고통이기 때문에 그 자체가 축복이라 한다.
오직 기독교인만이 죽음에 이르는 병이 무엇을 의미하는지 안다. 그는 기독교인으로서 자연인이 알지 못하는 용기를 획득한다. 그는 이 용기를 더 두려운 것을 무서워함을 배움으로써 획득한다.